# کورمرغابی
کورمرغابی (نام علمی: Talpanas lippa) یا مرغابی کور کائوآی، یک گونه منقرض‌شده از مرغابی است.
نخستین بار توسط اندرو ان. ایوانیوک، استورز ال. اولسون و هلن اف جیمز در مجله Zootaxa در نوامبر ۲۰۰۹ توصیف شد. این تنها عضو شناخته‌شده از سردهٔ Talpanas است. این گونه بومی جزیره کائوآی هاوایی بود، جایی که بقایای فسیلی در غار ماکاواواهی، ماهائولِپو کشف شد. ارتباط باستان‌شناسی استخوان‌ها حدود ۶۰۰۰ سال پیش از میلاد (حدود ۴۰۵۰ سال پیش از میلاد) است.

## زیست‌شناسی
گونهٔ Talpanas lippa احتمالاً شبگرد و زمینی بوده است، شبیه کیوی در نیوزلند که بی‌مهرگان کوچک را در بستر خاک جنگل شکار می‌کند. ممکن است صورتش شبیه نوک‌اردکی باشد.